# Andreas Gredler
Andreas von Gredler (1. října 1802 Hippach – 27. února 1870 Vídeň) byl rakouský právník a politik německé národnosti původem z Tyrolska, během revolučního roku 1848 poslanec Říšského sněmu.

## Biografie
Vystudoval právo na Vídeňské univerzitě a v letech 1835–1865 působil jako advokát ve Vídni.
Během revolučního roku 1848 se zapojil do politického dění. Byl zvolen poslancem celoněmeckého Frankfurtského parlamentu. Ve volbách roku 1848 byl zvolen i na rakouský ústavodárný Říšský sněm. Zastupoval volební obvod Schwaz v Tyrolsku. Uvádí se jako dvorní a soudní advokát. Patřil ke sněmovní levici. V Říšském sněmu se zasazoval za zrušení poddanství.
Od roku 1863 byl poslancem Tyrolského zemského sněmu. V roce 1869 byl jmenován správním radou podniku Österreichische Credit-Anstalt.
Jeho synem byl důstojník Ludwig von Gredler. S jeho dcerou Julií se oženil rakouský a český historik, státní úředník a politik Josef Alexander Helfert.